# Западный Машоналенд
Западный Машоналенд (англ. Mashonaland West Province) — провинция в Зимбабве. Административный центр провинции — город Чинхойи.

## География и экономика
Провинция Западный Машоналенд находится в северо-западной части Зимбабве. Площадь её составляет 57 441 км².
Север провинции Западный Машоналенд занимают крутые берега русла реки Замбези; земли здесь неплодородные, слабо заселены (в некоторых районах севера население вообще отсутствует), и используются в качестве территории для национального парка. Из крупных предприятий на севере Западного Машоналенда можно назвать лишь построенную на Замбези Кариба ГЭС. Города севера провинции — Кариба и Карои. Южная часть провинции, в отличие от северной, плодородна, плотно заселена, с интенсивно развивающимся сельским хозяйством. Здесь находится большое количество городов — Кадома, Чинси, Чегуту, Музвезве, и другие. Расположенный близ столицы страны Хараре, аграрный юг Западного Машоналенда оттягивает на себя избыток рабочей силы столичного региона.
Столицу страны питьевой водой снабжает крупное водохранилище Чиверо.

## Население
По данным на 2013 год численность населения составляет 1 356 652 человека; преимущественно это представители народа шона.
Динамика численности населения провинции по годам:
| 1982    | 1992      | 2002      | 2013      |
| ------- | --------- | --------- | --------- |
| 858 962 | 1 057 736 | 1 222 583 | 1 356 652 |

## Административное деление
В административном отношении провинция Западный Машоналенд подразделяется на 6 районов: Чегуту, Хурунгве, Кариба, Кадома, Маконде, Звимба.